# Szuga Daiki
Szuga Daiki (菅 大輝) (Otaru, 1998. szeptember 10. –) japán válogatott labdarúgó.

## Klub
A labdarúgást a Hokkaido Consadole Sapporo csapatában kezdte.

## Nemzeti válogatott
2019-ben debütált a japán válogatottban. A japán válogatott tagjaként részt vett a 2019-es Copa Américán.

## Statisztika
| Japán válogatott | Japán válogatott | Japán válogatott |
| Időszak          | Mérk.            | gól              |
| ---------------- | ---------------- | ---------------- |
| 2019             | 1                | 1                |
| Összesen         | 1                | 1                |